# Тезу
Тезу[уточнить] (англ. Tezu) — город в индийском штате Аруначал-Прадеш, административный центр округа Лохит. По данным на 2011 год его население составляет 14 376 человек.
Жители Тезу говорят на английском и тибетском языках.

## Физико-географическая характеристика
Город Тезу расположен на 27 градусах и 55 угловых минутах северной широты и 96 градусах и 10 угловых минутах восточной долготы. Высота над уровнем моря равна 184 метрам. Часовой пояс — UTC+5:30.

## Демография
В 1991 году город Тезу насчитывал 15 271 жителя. Однако население не росло, а медленно убывало. По данным на 2001 год население Тезу составляло примерно 15 014 жителей, из которых 55 % (8260 человек) — мужчины, а оставшиеся 45 % (6754 человека) — женщины. Средний уровень грамотности в Тезу составлял 68 % (это больше, чем во всей Индии, средняя грамотность которой составляла 59,5 %). Среди мужчин грамотными были 74 % (6146 человек), а среди женщин — 61 % (4134 человека). Примерно 15 % (2311 человек) составляли дети в возрасти до 6 лет, из которых 1172 человека — мужчины, и 1139 человек — женщины.
Медленное падение численности населения продолжалось, так как в 2010 году число жителей Тезу составляло уже 14 483 человека, а в 2011 — 14 376 человек.